# Entrange
Entrange (fràncic lorenès Entréngen) és un municipi francès situat al departament del Mosel·la i a la regió del Gran Est. L'any 2007 tenia 1.324 habitants.

## Demografia

### Població
El 2007 la població de fet d'Entrange era de 1.324 persones. Hi havia 481 famílies, de les quals 102 eren unipersonals (43 homes vivint sols i 59 dones vivint soles), 138 parelles sense fills, 221 parelles amb fills i 20 famílies monoparentals amb fills.
La població ha evolucionat segons el següent gràfic:
Habitants censats

### Habitatges
El 2007 hi havia 522 habitatges, 498 eren l'habitatge principal de la família i 24 estaven desocupats. 435 eren cases i 87 eren apartaments. Dels 498 habitatges principals, 379 estaven ocupats pels seus propietaris, 108 estaven llogats i ocupats pels llogaters i 11 estaven cedits a títol gratuït; 1 tenia una cambra, 16 en tenien dues, 60 en tenien tres, 112 en tenien quatre i 309 en tenien cinc o més. 438 habitatges disposaven pel capbaix d'una plaça de pàrquing. A 179 habitatges hi havia un automòbil i a 292 n'hi havia dos o més.

### Piràmide de població
La piràmide de població per edats i sexe el 2009 era:
| Homes | Edats   | Dones |
| ----- | ------- | ----- |
| 0     | 95 o +  | 4     |
| 4     | 90 a 94 | 4     |
| 0     | 85 a 89 | 8     |
| 8     | 80 a 84 | 8     |
| 12    | 75 a 79 | 16    |
| 16    | 70 a 74 | 20    |
| 20    | 65 a 69 | 20    |
| 16    | 60 a 64 | 36    |
| 12    | 55 a 59 | 0     |
| 56    | 50 a 54 | 32    |
| 72    | 45 a 49 | 72    |
| 52    | 40 a 44 | 44    |
| 64    | 35 a 39 | 76    |
| 44    | 30 a 34 | 40    |
| 24    | 25 a 29 | 48    |
| 24    | 20 a 24 | 16    |
| 44    | 15 a 19 | 80    |
| 72    | 10 a 14 | 52    |
| 36    | 5 a 9   | 20    |
| 16    | 0 a 4   | 48    |

## Economia
El 2007 la població en edat de treballar era de 898 persones, 692 eren actives i 206 eren inactives. De les 692 persones actives 653 estaven ocupades (351 homes i 302 dones) i 40 estaven aturades (14 homes i 26 dones). De les 206 persones inactives 54 estaven jubilades, 81 estaven estudiant i 71 estaven classificades com a «altres inactius».

### Ingressos
El 2009 a Entrange hi havia 491 unitats fiscals que integraven 1.278 persones, la mediana anual d'ingressos fiscals per persona era de 22.654 €.

### Activitats econòmiques
Dels 22 establiments que hi havia el 2007, 1 era d'una empresa extractiva, 4 d'empreses de construcció, 6 d'empreses de comerç i reparació d'automòbils, 2 d'empreses d'hostatgeria i restauració, 4 d'empreses de serveis, 2 d'entitats de l'administració pública i 3 d'empreses classificades com a «altres activitats de serveis».
Dels 8 establiments de servei als particulars que hi havia el 2009, 1 era un taller de reparació d'automòbils i de material agrícola, 1 paleta, 1 guixaire pintor, 2 lampisteries, 1 perruqueria i 2 restaurants.
L'únic establiment comercial que hi havia el 2009 era una botiga de roba.
L'any 2000 a Entrange hi havia 3 explotacions agrícoles.

## Equipaments sanitaris i escolars
El 2009 hi havia 1 escola maternal i 1 escola elemental.

## Poblacions més properes
El següent diagrama mostra les poblacions més properes.